# 森山村 (島根県)
森山村（もりやまむら）は、島根県八束郡にあった村。現在の松江市美保関町森山、美保関町福浦、美保関町下宇部尾にあたる。

## 地理
- 湖沼：中海[1]
- 半島：島根半島[1]

## 歴史
- 1889年（明治22年）4月1日、町村制の施行により、島根郡森山村、福浦、下宇部尾村が合併して村制施行し、森山村が発足[1][2]。
- 1896年（明治29年）4月1日、郡の統合により八束郡に所属[2]。
- 1955年（昭和30年）4月13日、八束郡千酌村、片江村、美保関町と合併して美保関町が存続し廃止[1][2]。

## 産業
- 農業、石材[1]。